# Nipaecoccus mendozinus
Nipaecoccus mendozinus är en insektsart som först beskrevs av Leonardi 1911.  Nipaecoccus mendozinus ingår i släktet Nipaecoccus och familjen ullsköldlöss. Inga underarter finns listade i Catalogue of Life.